# İstanbul Başakşehir
İstanbul Başakşehir Futbol Kulübü (w skrócie İBFK) – turecki klub piłkarski z siedzibą w Stambule (dystrykt Başakşehir, po europejskiej stronie miasta), utworzony 4 czerwca 2014 poprzez zmianę struktury właścicielskiej İstanbul Büyükşehir Belediyespor, od sezonu 2014/15 występujący w Süper Lig. Dwukrotny wicemistrz kraju – w sezonach: 2016/17 i 2018/19 i jednokrotny mistrz Turcji – w sezonie 2019/20.

## Historia

### Protoplasta (İBB)
28 listopada 1990, z inicjatywy ówczesnego burmistrza Stambułu, Nurettina Sozena powstał İstanbul Büyükşehir Belediyespor (w skrócie İBB), utworzony w wyniku fuzji trzech małych stambulskich klubów: Itfayerisporu (klubu strażaków), ISKI SK Dernegi (klubu wodociągowców) oraz Istanbul Elektrik, Tramvay ve Tünel Işletmelerinin Külübü. Był wielosekcyjnym klubem miejskim, utrzymywanym z publicznych pieniędzy przez władze Stambułu. W sezonie 1992/93 piłkarze İBB, wygrywając swoją grupę III ligi, uzyskali awans na zaplecze tureckiej ekstraklasy. Po dwóch sezonach spędzonych na tym szczeblu drużyna spadła na trzeci poziom rozgrywkowy, a do II ligi powróciła w sezonie 1996/1997. Po 10 latach na tym szczeblu, w edycji 2006/07 uzyskała historyczną promocję do Superligi. Premierowy sezon w tureckiej ekstraklasie (2007/2008) zespół ukończył na 12. miejscu, gwarantującym utrzymanie. Mecze w roli gospodarza rozgrywał wówczas na największym obiekcie sportowym w kraju – Stadionie Olimpijskim im. Atatürka. W sezonie 2010/11 drużyna wywalczyła awans do finału Pucharu Turcji, ulegając 3:4 po rzutach karnych Beşiktaşowi (dogrywka zakończyła się remisem 2:2).

### Reorganizacja w 2014 (İBFK)
W 2013, podczas kampanii przed wyborami lokalnymi, klub stał się przedmiotem walki politycznej. Jej konsekwencją było odcięcie wiosną 2014 wszelkich więzów z miastem. 4 czerwca 2014, na bazie İstanbul Büyükşehir Belediyespor, utworzono İstanbul Başakşehir Futbol Kulübü. Od tego czasu İBFK jest nieformalnie wspierany przez prezydenta Turcji – Recepa Tayyipa Erdoğana, bowiem w jego założeniu İstanbul Başakşehir ma być konkurencją dla trzech największych stambulskich klubów (Beşiktaşu, Fenerbahçe SK i Galatasarayu), z kibicami których skonfliktowany jest Erdoğan. 26 lipca 2014, kosztem 178 milionów lir oddano do użytku Başakşehir Fatih Terim Stadyumu. W sezonie 2016/17 zespół wywalczył wicemistrzostwo kraju oraz dotarł do finału Pucharu Turcji, w którym uległ Konyasporowi 1:4 w rzutach karnych (po dogrywce było 0:0). W sezonie 2018/2019 klub ponownie zajął 2. miejsce w Süper Lig. Sezon później zespół zajął pierwsze miejsce w Tureckiej Superlidze Piłkarskiej.

### Reprezentanci kraju grający w klubie
- İbrahim Akın
- Can Arat
- Necati Ateş
- Okan Buruk
- Mert Korkmaz
- Murat Ocak
- Gökhan Ünal
- Kenan Hasagić
- Nsumbu Mazuwa
- Kanfory Sylla
- Gustave Bebbe
- Hervé Tum
- Razundara Tjikuzu
- Marcin Kuś
- Krzysztof Piątek
- Filip Hološko
- Samuel Holmén

## Kadra w sezonie 2023/2024
| Nr | Poz. | Piłkarz           |
| -- | ---- | ----------------- |
| 1  | BR   | Volkan Babacan    |
| 2  | OB   | Şener Özbayraklı  |
| 5  | OB   | Léo Duarte        |
| 7  | NA   | Serdar Gürler     |
| 8  | PO   | Danijel Aleksić   |
| 9  | NA   | Krzysztof Piątek  |
| 10 | PO   | Berkay Özcan      |
| 14 | PO   | Dimitris Pelkas   |
| 16 | BR   | Muhammed Şengezer |
| 17 | NA   | Philippe Kény     |
| 18 | NA   | Patryk Szysz      |
| 19 | PO   | Mehdi Abeid       |
| 21 | PO   | Mahmut Tekdemir   |
| 23 | PO   | Deniz Türüç       |

| Nr | Poz. | Piłkarz               |
| -- | ---- | --------------------- |
| 24 | OB   | Eren Karaağaç         |
| 25 | NA   | João Figueiredo       |
| 29 | NA   | Efecan Barlık         |
| 32 | OB   | Edgar Ié              |
| 34 | OB   | Yağız Dilek           |
| 41 | OB   | Efe Arda Koyuncu      |
| 42 | PO   | Ömer Ali Şahiner      |
| 60 | OB   | Lucas Lima            |
| 72 | PO   | Eden Kartsev          |
| 80 | PO   | Berkay Aydoğmuş       |
| 85 | PO   | Mohamed Hassan Fofana |
| 88 | OB   | Cemali Sertel         |
| 91 | NA   | Batuhan Çelik         |
| 98 | BR   | Deniz Dilmen          |

## Europejskie puchary
Legenda do wszystkich tabel:
- Q – runda eliminacyjna, 1/16, 1/8, 1/4, 1/2 – odpowiednia faza rozgrywek, Grupa – runda grupowa, 1r gr – pierwsza runda grupowa, 2r gr – druga runda grupowa, F – finał, R – runda, PO – play-off
- k. – rzuty karne, los. – losowanie, Dogr. – dogrywka, w. – zasada bramek strzelonych na wyjeździe

| Sezon   | Rozgrywki               | Runda       | Przeciwnik               | Dom     | Wyjazd  | Ogólnie     |
| ------- | ----------------------- | ----------- | ------------------------ | ------- | ------- | ----------- |
| 2015/16 | Liga Europy             | 3Q          | AZ Alkmaar               | 1–2     | 0–2     | 1–4         |
| 2016/17 | Liga Europy             | 3Q          | HNK Rijeka               | 0–0     | 2–2     | 2–2, w.     |
| 2016/17 | Liga Europy             | PO          | Szachtar Donieck         | 1–2     | 0–2     | 1–4         |
| 2017/18 | Liga Mistrzów           | 3Q          | Club Brugge              | 2–0     | 3–3     | 5–3         |
| 2017/18 | Liga Mistrzów           | PO          | Sevilla FC               | 1–2     | 2–2     | 3–4         |
| 2017/18 | Liga Europy             | Grupa C     | Łudogorec Razgrad        | 0–0     | 2–1     | 3. miejsce  |
| 2017/18 | Liga Europy             | Grupa C     | SC Braga                 | 2–1     | 1–2     | 3. miejsce  |
| 2017/18 | Liga Europy             | Grupa C     | TSG Hoffenheim           | 1–1     | 1–3     | 3. miejsce  |
| 2018/19 | Liga Europy             | 3Q          | Burnley                  | 0–0     | 0–1     | 0–1, Dogr.  |
| 2019/20 | Liga Mistrzów           | 3Q          | Olympiakos               | 0–1     | 0–2     | 0–3         |
| 2019/20 | Liga Europy             | Grupa J     | AS Roma                  | 0–3     | 0–4     | 1. miejsce  |
| 2019/20 | Liga Europy             | Grupa J     | Borussia Mönchengladbach | 1–1     | 2–1     | 1. miejsce  |
| 2019/20 | Liga Europy             | Grupa J     | Wolfsberger              | 1–0     | 3–0     | 1. miejsce  |
| 2019/20 | Liga Europy             | 1/16        | Sporting CP              | 4–1     | 1–3     | 5–4, Dogr.  |
| 2019/20 | Liga Europy             | 1/8         | FC København             | 1–0     | 0–3     | 1–3         |
| 2020/21 | Liga Mistrzów           | Grupa H     | Paris Saint-Germain      | 0–2     | 1–5     | 4. miejsce  |
| 2020/21 | Liga Mistrzów           | Grupa H     | Manchester United        | 2–1     | 1–4     | 4. miejsce  |
| 2020/21 | Liga Mistrzów           | Grupa H     | RB Leipzig               | 3–4     | 0–2     | 4. miejsce  |
| 2022/23 | Liga Konferencji Europy | 2Q          | Maccabi Netanja          | 1–1     | 1–0     | 2–1         |
| 2022/23 | Liga Konferencji Europy | 3Q          | Breiðablik UBK           | 3–0     | 3–1     | 6–1         |
| 2022/23 | Liga Konferencji Europy | PO          | Royal Antwerp            | 1–1     | 3–1     | 4–2         |
| 2022/23 | Liga Konferencji Europy | Grupa A     | Heart of Midlothian      | 3–1     | 4–0     | 1. miejsce  |
| 2022/23 | Liga Konferencji Europy | Grupa A     | Fiorentina               | 3–0     | 1–2     | 1. miejsce  |
| 2022/23 | Liga Konferencji Europy | Grupa A     | RFS                      | 3–0     | 0–0     | 1. miejsce  |
| 2022/23 | Liga Konferencji Europy | 1/8         | Gent                     | 1–4     | 1–1     | 2–5         |
| 2024/25 | Liga Konferencji        | 2Q          | La Fiorita 1967          | 6–1     | 4–0     | 10–1        |
| 2024/25 | Liga Konferencji        | 3Q          | Iberia 1999              | 2–0     | 1–0     | 3–0         |
| 2024/25 | Liga Konferencji        | PO          | St. Patrick’s Athletic   | 2–0     | 0–0     | 2–0         |
| 2024/25 | Liga Konferencji        | Faza ligowa | FC Kopenhaga             | 2–2 (W) | 2–2 (W) | 26. miejsce |
| 2024/25 | Liga Konferencji        | Faza ligowa | Heidenheim               | 3–1 (D) | 3–1 (D) | 26. miejsce |
| 2024/25 | Liga Konferencji        | Faza ligowa | Rapid Wiedeń             | 1–2 (D) | 1–2 (D) | 26. miejsce |
| 2024/25 | Liga Konferencji        | Faza ligowa | Cercle Brugge            | 1–1 (W) | 1–1 (W) | 26. miejsce |
| 2024/25 | Liga Konferencji        | Faza ligowa | Petrocub Hîncești        | 1–1 (D) | 1–1 (D) | 26. miejsce |
| 2024/25 | Liga Konferencji        | Faza ligowa | NK Celje                 | 1–5 (W) | 1–5 (W) | 26. miejsce |
| 2025/26 | Liga Konferencji        | 2Q          | Czerno More Warna        | 4–0     | 1–0     | 5–0         |
| 2025/26 | Liga Konferencji        | 3Q          | Viking FK                | 1–1     | 3–1     | 4–2         |
| 2025/26 | Liga Konferencji        | PO          | Universitatea Craiova    | –       | –       | –           |